# أنطونيو سيلفا
أنطونيو سيلفا (Antonio Carlos Silva) (مواليد 24 أغسطس 1952) هو مدرب كرة قدم.

## وصلات خارجية
- J.League Data Site (باليابانية)